# Рудина (Кырджалийская область)
Рудина (болг. Рудина) — село в Болгарии. Находится в Кырджалийской области, входит в общину Кырджали. Население составляет 158 человек.

## Политическая ситуация
В местном кметстве Миладиново, в состав которого входит Рудина, должность кмета (старосты) исполняет Никола Алексиев Иванов (Национальное движение «Симеон Второй» (НДСВ)) по результатам выборов правления кметства.
Кмет (мэр) общины Кырджали — Хасан Азис (Движение за права и свободы (ДПС)) по результатам выборов в правление общины.